# إدوين جون كامينغ راسيل
إدوين جون كامينغ راسيل (بالإنجليزية: Edwin Russell)‏ هو نحات بريطاني، ولد في 1939، وتوفي في 2013.